# Col de Pierre-Vesce
Le col de Pierre-Vesce est un col situé à une altitude de 1 013 m dans la Drôme en France. Il permet de relier par la route, à une altitude de 1 057 m, la vallée de l'Armalause à la vallée du Céans.

## Géographie
Il se situe dans les Baronnies, au sud-est de la montagne de Pierre-Vesce sur la commune de Villebois-les-Pins. Il est entouré de forêts de hêtres et de chênes. Il est situé sur la commune de Villebois-les-Pins.

## Histoire
Le col de Pierre-Vesce a été utilisé depuis des siècles comme voie de communication entre les vallées de l'Armalause et du Céans. Il était autrefois emprunté par les marchands, les pèlerins et les armées.

## Tourisme
Le col de Pierre-Vesce est un lieu populaire pour la randonnée, le vélo et la moto. Il offre une vue panoramique sur les montagnes environnantes. C'est également un point de départ pour plusieurs sentiers de randonnée.
Le col est également un site d'intérêt géologique, avec des affleurements de calcaires et de grès.
Le col de Pierre-Vesce est également un lieu de passage fréquent pour les migrations des oiseaux.